# اولوداش
اولوداش (به لاتین: Uludaş) یک منطقه مسکونی در جمهوری آذربایجان است که در شهرستان قبله واقع شده است. اولوداش ۱۵۰۱ نفر جمعیت دارد.